# Black Summer (canción)
«Black Summer» es una canción interpretada por la banda estadounidense Red Hot Chili Peppers y es el primer sencillo de su duodécimo álbum de estudio, Unlimited Love. El sencillo fue publicado el 4 de febrero de 2022 y fue su primera canción en 16 años con el guitarrista John Frusciante, luego de su regreso a la banda en 2019.
«Black Summer» debutó en la posición #3 en el Billboard Alternative Airplay. La canción se convertiría rápidamente en un sencillo número uno para la banda, dándoles su decimocuarto sencillo número uno y el vigésimo sexto sencillo entre los diez primeros, los cuales son récords para cualquier artista en la lista de canciones alternativas, y le dieron a la banda un sencillo número uno en cuatro décadas diferentes en la lista de canciones alternativas, empatando con Green Day la mayor cantidad jamás realizada por un artista.

## Recepción de la crítica
La canción recibió reseñas positivas de los críticos de música, aunque la voz de Kiedis generó confusión entre ellos, y algunos la compararon con un acento irlandés o un acento pirata. Kiedis explicó que el acento era un tributo a la cantante galesa Cate Le Bon, con quien el exguitarrista de la banda, Josh Klinghoffer, había grabado en su quinto álbum de estudio, Reward, y había actuado en el colectivo musical experimental Banana. Vulture elogió la canción y dijo que tiene “todo lo que querrías de los Chilis — riffs etéreos, maravillosas letras sin sentido y un video musical que tiene a Anthony Kiedis desnudándose de medio cuerpo”.
El trabajo de guitarra de Frusciante fue particularmente elogiado y se comparó con su trabajo en el álbum Stadium Arcadium de 2006. Consequence of Sound elogió el “característico sonido de guitarra de Frusciante”, señalando que “se vincula perfectamente con el bajo enérgico de Flea y es válido para múltiples solos. Y no solo eso, han regresado las épicas voces de respaldo de Frusciante, amplificando el coro de la canción para crear una amplia pantalla, un efecto digno de un estadio”.
El regreso del productor Rick Rubin también fue resaltado por Clash, quien comparó el sencillo con el trabajo anterior de la banda, con sus “melodías funk y rock pesado entretejido”.

## Video musical
Un videoclip dirigido por Deborah Chow, fue publicado simultáneamente con el sencillo.

## Créditos
Red Hot Chili Peppers
- Anthony Kiedis – voz principal
- Flea – bajo eléctrico
- Chad Smith – batería, pandereta
- John Frusciante – guitarras, coros

Músicos adicionales
- Matt Rollings – piano

## Posicionamiento
| Gráfica (2022)                                          | Pico de posición |
| ------------------------------------------------------- | ---------------- |
| Argentina (Billboard Argentina Hot 100)                 | 85               |
| Australia (ARIA Charts)                                 | 9                |
| Austria (Ö3 Austria Top 40)                             | 60               |
| Canadá (Canadian Hot 100)                               | 38               |
| Canadá (Canada Rock)                                    | 1                |
| Croacia (Billboard Croatia Songs)                       | 20               |
| República Checa (Rádio – Top 100)                       | 46               |
| República Checa (Singles Digitál Top 100)               | 83               |
| Francia (SNEP)                                          | 133              |
| Alemania (Official German Charts)                       | 67               |
| Mundo (Billboard Global 200)                            | 51               |
| Hungría (Single Top 40)                                 | 17               |
| Irlanda (Irish Singles Chart)                           | 31               |
| Israel (Media Forest)                                   | 3                |
| Japón (Billboard Japan Hot Overseas)                    | 3                |
| Lituania (AGATA)                                        | 61               |
| Países Bajos (Single Top 100)                           | 67               |
| Nueva Zelanda (Recorded Music NZ)                       | 2                |
| Portugal (AFP)                                          | 110              |
| Eslovaquia (Singles Digitál Top 100)                    | 99               |
| Suecia (Sverigetopplistan)                              | 3                |
| Suiza (Schweizer Hitparade)                             | 40               |
| Reino Unido (UK Singles Chart)                          | 43               |
| Estados Unidos (Billboard Hot 100)                      | 78               |
| Estados Unidos (Billboard Hot Rock & Alternative Songs) | 10               |
| Estados Unidos ( Billboard Rock Airplay)                | 1                |

## Historial de lanzamientos
| Región         | Fecha                | Formato(s)                 | Discográfica | Ref.   |
| -------------- | -------------------- | -------------------------- | ------------ | ------ |
| Varios         | 4 de febrero de 2022 | Descarga digital streaming | Warner       | [ 35 ] |
| Italia         | 4 de febrero de 2022 | Airplay                    | Warner       | [ 36 ] |
| Estados Unidos | 8 de febrero de 2022 | Alternative radio          | Warner       | [ 37 ] |
| Estados Unidos | 8 de febrero de 2022 | Rock radio                 | Warner       | [ 38 ] |